# Ivana Dobrakovová
Ivana Dobrakovová (nascuda el 17 d'abril de 1982, Bratislava, Eslovàquia) és una escriptora i traductora eslovaca.

## Biografia
Es va llicenciar a Bratislava el 2000 com a traductora d'anglès i francès a la Facultat de Lletres de la Universitat Komenského de Bratislava. Entre les seves traduccions hi ha Neu de Max Fermin, L'home esborrat de François Soulage i Una novel·la russa d'Emmanuel Carrère. El 2007 va guanyar el concurs literari de joves prosistes Jašíková kysuce i un any després va guanyar el premi literari Poviedka amb Vivint amb Peter. Entre les seves obres més conegudes hi ha Bellevue (2010), en què el personatge principal és una jove de 19 anys que treballa com a voluntària per a persones amb discapacitat en un centre mèdic. També ha escrit un recull de narracions titulat Toxo (2013), que tenen com a personatges principals noies eslovaques que busquen el seu lloc a la vida mitjançant relacions amb persones que coneixen a l'estranger.
Des del 2005 viu a Torí, Itàlia.

## Obres
- Jašíková kysuce 2007
- Vivint amb Peter (Žít s Petrem) 2008
- Bellevue 2010
- Toxo 2013